# Storia del riconoscimento giuridico della lingua friulana
Nel 1973, il deputato Mario Lizzero, in Parlamento propose che fosse affidata a tre saggi l'individuazione delle lingue da tutelare ai sensi dell'art. 6 della costituzione italiana. Esiste presso gli Uffici studi del Parlamento italiano l'ampia relazione dei prof. Giovanni Battista Pellegrini dell'Università di Padova, del prof. Tullio De Mauro dell'Università di Roma "La Sapienza" e del giurilinguista Alessandro Pizzorusso dell'università di Firenze che motivarono ampiamente l'inclusione delle 12 minoranze linguistiche che comprendevano anche i rom. Tra le 12 minoranze incluse nella relazione c'è anche la minoranza linguistica friulana.
È da precisare che già dalla metà del 1800, grazie al grande glottologo Graziadio Isaia Ascoli, a livello accademico ed internazionale, era stata riconosciuta l'individualità della lingua friulana.
La legge sulla ricostruzione del Friuli dopo il sisma del 1976 prese atto del riconoscimento della minoranza linguistica friulana effettuata dai tre saggi nella loro relazione 1973. Il testo della legge in questione fu approvato anche grazie alla spinta del deputato Arnaldo Baracetti, cui si unirono i deputati Mario Lizzero, Colomba, Migliorini e Cuffaro. All'art. 1 esso affermava che “La Repubblica, in attuazione dei diritti civili e democratici sanciti dalla Costituzione, tutela il patrimonio linguistico e la cultura delle popolazioni del Friuli con la presente Legge”.
La L. 8 agosto 1977, n. 546 "Ricostruzione delle zone della regione Friuli-Venezia Giulia e della regione Veneto colpite dal terremoto nel 1976" contiene il primo riconoscimento dell'esistenza di una lingua friulana. L'art. 26. istituisce l'Università di Udine e le attribuisce anche il compito di "divenire organico strumento di sviluppo e rinnovamento dei filoni originali della cultura, della lingua, delle tradizioni e della storia del Friuli".

Nel 1978 il deputato udinese Martino Scovacricchi depositò alla Camera una proposta di legge numerata 2178 ed intitolata "Provvedimenti per lo sviluppo della cultura, della lingua e delle tradizioni del Friuli". Pochi giorni dopo i deputati Baracetti, Colomba, Migliorini e Cuffaro presentarono un proprio progetto di legge (numerato 2214) intitolato "Norme per la valorizzazione della lingua e della cultura friulana".

Nel 1980, nel corso della VIII legislatura, fu la volta dei deputati Baracetti, Spagnoli, Colomba, Migliorini, Cuffaro, Giovanni Berlinguer, Ferri, Casalino e Virgili che riproposero lo stesso testo, cosa che del resto fece autonomamente Scovacricchi per il proprio. Poco dopo anche alcuni deputati socialisti, spinti dal deputato Loris Fortuna, presentarono un loro progetto. In seguito Fortuna presentò, da solo o con colleghi, altri cinque testi, tra proposte di legge e proposte di emendamenti.
Il 1982 ha visto l'avvicinamento a tali temi da parte del deputato Bressani.

Nel 1985 giunse il primo “sì” della Commissione Affari Costituzionali della Camera dei Deputati su un testo di legge per la tutela delle minoranze linguistiche (a favore Democrazia Cristiana, Partito Socialista Italiano e Partito Comunista Italiano, contro Partito Repubblicano Italiano, Partito Liberale Italiano e Movimento Sociale Italiano).

Il 20 novembre 1991 la Camera approvò in aula un testo di legge per la tutela delle minoranze linguistiche (frutto degli sforzi dei deputati Fachin Schiavi e Bertoli), che non ebbe seguito a causa della conclusione anticipata della legislatura. Nella legislatura seguente lo stesso Bertoli fu relatore di un analogo progetto di legge, che non ebbe seguito per lo stesso motivo del precedente.

Nel corso della XII legislatura è stato approvata una legge in tema di tutela delle minoranze linguistiche storiche, inclusa quella friulana. Relatore alla Camera è stato il deputato Besostri, mentre al Senato la stessa funzione è stata svolta da Ruffino.
La Camera ha approvato per la prima volta la legge il 17 giugno 1998, con 205 "sì", 67 "no" e 58 astensioni. A favore si sono espressi Democratici di Sinistra, Rifondazione Comunista, Partito Popolare Italiano, Verdi, Socialisti Democratici Italiani, in senso contrario Alleanza Nazionale, Centro Cristiano Democratico, Rinnovamento Italiano; Forza Italia e Lega Nord si sono astenuti.

La legge 482/1999 "Norme in materia di tutela delle minoranze linguistiche storiche" contiene il primo riconoscimento ufficiale non incidentale dell'esistenza di una minoranza linguistica friulana. Tale legge contiene anche norme di politica linguistica.
Al momento, 2007, questa importante legge trova solo parziale e limitata attuazione. I finanziamenti statali, già limitati e largamente insufficienti, sono stati col precedente governo Berlusconi, e ancor di più con il governo Prodi, pesantemente ridotti. La parte relativa all'obbligo di garantire trasmissioni radiotelevisive pubbliche nella lingua delle minoranze riconosciute, è di fatto non rispettato dalla RAI. Sono garantite trasmissioni radiotelevisive solo a quelle minoranze linguistiche storiche che, in forza di accordi internazionali, l'Italia era stata obbligata a riconoscere e tutelare prima del 1999 (francesi della Valle d'Aosta, tedeschi e ladini del Sud-Tirolo italiano, sloveni della provincia di Trieste e Gorizia). Con l'ultimo, contestatissimo (dalle minoranze linguistiche) contratto RAI-Governo 2007, vengono estese le trasmissioni radiotelevisive anche agli sloveni della Provincia di Udine, che finora ne erano esclusi. Anche i ladini della Provincia di Trento godono di trasmissioni radiotelevisive gestite in comune con i ladini della provincia di Bolzano. Per tutte le altre minoranze linguistiche questo diritto è negato. In Friuli, le poche trasmissioni effettuate sono finanziate dalla Regione e, solitamente, sono collocate in fasce orario di bassissimo ascolto (la domenica mattina alle ore 10) e di breve durata (anche solo cinque minuti). Mancano del tutto notiziari giornalistici in lingua friulana, in fascia oraria di grande ascolto.
Nei primi mesi del 2002 a Udine è nato il Comitât482/Comitato482, un organismo che raggruppa oltre 30 associazioni friulane, slovene e germanofone del Friuli, oltre che parecchi singoli cittadini, che ha come finalità, seguire l'applicazione della L.482/99 intervenendo in ogni situazione di non applicazione o violazione della legge.